# Silent Screams
Silent Screams ist eine 2007 gegründete Metalcore-Band aus Coventry, West Midlands, Großbritannien.

## Geschichte
Die 2007 gegründete Metalcore-Band Silent Screams besteht aus den Musikern Joel Heywood (Gesang), Sam Varney (Gitarre), Ozzi Osman (Gitarre), Tom Craig (Backgroundgesang, Bass) und Adam Mallabone (Schlagzeug).
Bereits 2008 erschien mit „Ghosts“ eine EP in Eigenproduktion. Gemeinsam mit dem britischen Produzenten Matt Hyde, der bereits mit As I Lay Dying, Gallows und Funeral for a Friend zusammenarbeitete, produzierte die Band eine 2-Track-Promo-EP mit dem Titel „Hope“ in einer Auflage von 1000 Stück welche an Fans verschenkt wurden. Am 24. Oktober 2011 erschien das Debütalbum „When It Rains“. Inzwischen steht die Gruppe bei Ghost Music unter Vertrag, wie u. a. auch Doomed from Day One. Produziert wurde das Album von Joey Sturgis, der bereits mit The Devil Wears Prada, Asking Alexandria und Miss May I zusammenarbeitete. Das Album wurde in den Foundation Studios in Indiana, USA aufgenommen.
Die Gruppe tourte bereits vor der Unterschrift bei dem neugegründeten britischen Label bereits mit Gruppen wie Bring Me the Horizon, For the Fallen Dreams, Your Demise und Emmure. Des Weiteren spielte die Gruppe bereits mit Suffokate, Blind Witness (Return to Dispair UK Tour 2011), While She Sleeps und Bury Tomorrow (Ghostfest). Im Juni 2010 tourte die Gruppe bereits durch Australien. Silent Screams wurde von Buried in Verona und Bermuda auf der 15 Konzerte umfassenden Tour begleitet.
Im Februar und März 2012 war Silent Screams gemeinsam mit der Gruppe Give 'Em Blood durch Deutschland auf Tour. Einzelne Konzerte dieser Tour fanden unter anderem auch in Italien, der Schweiz, Österreich, Polen, Ungarn und Tschechien statt. Am 22. April 2012 trat Silent Screams auf dem Hit The Deck Festival in Nottingham auf. Dort spielten auch Yashin, Shadows Chasing Ghosts, Kids in Glass Houses, The Wonder Years, Of Mice & Men und We Are the In Crowd. Im Mai startete die Gruppe ihre UK-Tour. Am 30. Juni und 1. Juli 2012 wird Silent Screams auf dem Ghostfest in Leeds zu sehen sein. Dort sind auch Comeback Kid, Emmure, All Shall Perish und Defeater bestätigt.
2012 verließ Sänger James Ryan die Band und wurde durch Joel Heywood ersetzt. Im Februar 2013 veröffentlichte die Band ihren ersten Song The Way We Were mit Joel Heywood. Im März 2013 tourte die Gruppe mit Carcer City als Support durch Belgien, Österreich, Deutschland und Luxemburg. Im Juni wR die Gruppe erstmals auf dem Mair1 Festival in Montabaur zu sehen. Nach weiteren Shows und diversen Touren kehrte die Band nach Hause zurück um ihr neues Album zu schreiben, welches Am 22. Juli 2014 via Artery Recordings veröffentlicht wurde. Es heißt Hope for Now. Als erste Single wurde das Lied Eighty Six vorab veröffentlicht.

## Diskografie

### EPs
- 2008: Ghosts
- 2009: Hope

### Singles
- 2013: The Way We Were (Ghost Music)

### Alben
- 2011: When It Rains (Ghost Music)
- 2014: Hope for Now (Artery Recordings)